# Lasianthus platyphyllus
Lasianthus platyphyllus är en måreväxtart som först beskrevs av Pieter Willem Korthals, och fick sitt nu gällande namn av Friedrich Anton Wilhelm Miquel. Lasianthus platyphyllus ingår i släktet Lasianthus och familjen måreväxter.
Artens utbredningsområde är Sumatera. Inga underarter finns listade i Catalogue of Life.